# Gijs Karten
Gijs Karten (Zaandam, 30 april 1917 - Laren, 17 juli 2015) was een Nederlandse klarinettist.

## Leven
Hij was zoon van schipper Cornelis Karten en Antje Jongewaard. Hijzelf trouwde met Helena Theodora de Wit.
Vanaf zijn 10e jaar speelde Gijs Karten, in navolging van zijn vier broers, bij de Zaandijkse harmonie Apollo o.l.v. Gerrit Schaar. Bij gebrek aan een klarinettist kreeg hij via de harmonie zijn eerste klarinetlessen, vanwege zijn leeftijd op de kleinere esklarinet. Als 13-jarige won hij de eerste prijs op een solistenconcours. Met een studiebeurs vervolgde hij zijn opleiding aan het Conservatorium van Amsterdam waar hij klarinetles kreeg van de klarinettisten Willem Brohm en Rudolf Gall, beiden spelend in het Concertgebouworkest. Hij speelde vervolgens als solist in het Conservatoriumorkest, het bijbehorend opleidingorkest o.l.v. Sem Dresden. Op aanraden van zijn leraar Rudolf Gall solliciteerde hij als 20-jarige bij het in 1936 door Bronisław Huberman opgerichte Palestine Symphony Orchestra (vanaf 1948 The Israel Philharmonic Orchestra).

## Palestina (1937-1947)
Het proefspel vond plaats in Zürich waar hij door dirigent William Steinberg als 1e klarinettist in het Palestine Symphony Orchestra werd aangesteld. Als enige niet-Jood speelde hij daarna negen jaar in het orkest met standplaats Tel Aviv en maakte daarmee tournees door Palestina, Libanon, Syrië en Egypte, regelmatig met solo-optredens. In Caïro en Beiroet gaf hij recitals voor de radio. Hij speelde onder gastdirigenten Arturo Toscanini, Felix Weingartner, William Steinberg, Charles Munch, Malcolm Sargent, Bernadino Molinari en toen het reizen voor gastdirigenten, vanwege de Tweede Wereldoorlog, onmogelijk werd, onder de vaste dirigenten van het PSO: Michael Taube, George Singer en Ignaz Neumark. 
Na het einde van WOII en de beginnende onlusten in Palestina keerde hij terug naar Nederland waar hij in 1946 als 1e klarinettist werd aangesteld bij het Rotterdams Philharmonisch Orkest o.l.v. Eduard Flipse. Hij speelde als solo-klarinettist op de rondreizen van het orkest in binnen- en buitenland.

## Radio (1954-1978)
In 1949 werd hij gevraagd om bij de AVRO te komen spelen als vaste klarinettist in het door Hugo de Groot nieuw gevormde AVRO-orkest voor het lichtere klassieke genre. Speciaal voor hem componeerde Hugo de Groot de compositie Gyka (1950). Gijs Karten formeerde bij de omroep zijn eigen orkestjes zoals het AVRO Tango-orkest, voor de VARA het Ensemble Gijs Karten en Trianon en onder pseudoniem Toni Karten het Tiroler orkest Ländler Kapell. Nadat het AVRO-orkest plaats moest maken voor het Amusementsorkest De Zaaiers werd Gijs Karten in 1954 als 1e klarinettist aangesteld bij het Nederlandse Radio Unie Omroeporkest o.l.v. Henk Spruit. Naast vele radio-optredens trad hij herhaaldelijk op als solist samen met het Omroeporkest in onder andere het Concertgebouw in Amsterdam en het Kurhaus in Scheveningen. Als invaller speelde hij regelmatig in de meeste Nederlandse symfonieorkesten en hij was vaste klarinettist in diverse radio-orkesten zoals het orkest van Paul Godwin. Maar ook speelde hij in De Alpenjagers o.l.v. Lex Karsemeijer en trad hij regelmatig op met de pianisten George van Renesse, Pierre Palla en Cor de Groot en Het Nederlands Strijkkwartet. Samen met zijn collega’s van het Omroeporkest, Cor Coppens (hobo) en Arnold Swillens (fagot), vormde hij het Trio di Fiati dat radio-optredens verzorgde en schoolconcerten door het hele land. Het Trio di Fiati trad verscheidene malen op in de Kleine Zaal van het Amsterdams Concertgebouw. Gijs Karten kreeg regelmatig aanbiedingen voor radio-optredens in Duitsland en Frankrijk. In Duitsland trad hij diverse malen op met het Bus Quartett waarmee hij tevens een langspeelplaat heeft opgenomen met werken van Carl Maria von Weber en Wolfgang Amadeus Mozart (Saba SB 15036). Als klarinetleraar gaf hij les aan vele, later bekend geworden klarinettisten in zowel het klassieke als het lichtere genre. Van 1967 tot 1975 was hij hoofddocent klarinet aan het Conservatorium voor Muziek en Toneelacademie te Maastricht. Zijn leerlingen kwamen van ver over de grens om zijn lessen te volgen.
Tot aan zijn pensioen bleef Gijs Karten als 1e klarinettist verbonden aan het Omroeporkest. Hij overleed op 17 juli 2015 op 98-jarige leeftijd in het verpleeghuis De Stichtse Hof in Laren.

## Opnamen
Van Gijs Karten als solist zijn bij het Nederlands Instituut voor Beeld en Geluid in Hilversum vele radio-opnamen in het archief bewaard gebleven.
Radio-opnamen van Gijs Karten
- Het AVRO Tango Orkest o.l.v. Gijs Karten; met medewerking van Rosita Stecher, zang (AVRO 27-03-1953)
- Het AVRO Tango Orkest o.l.v. Gijs Karten; met medewerking van Rosita Stecher, zang (AVRO 22-04-1953)
- Klarinetconcertino - Herman Strategier; Gijs Karten-klarinet en het Omroeporkest o.l.v. Henk Spruit (KRO 22-03-1958)
- Sinfonia Concertante voor klarinet en strijkers - Alexander Voormolen; Gijs Karten-klarinet en Ferdinand Koch-hoorn met het Radio Kamerorkest o.l.v. Roelof Krol (AVRO 05-04-1958)
- Divertimento - Louis de Meester / L’incontro di Cesare e Cleopatra – Jurriaan Andriessen; Gijs Karten-klarinet, Arie Elshout-fluit, Victor Swillens-hobo, Arnold Swillens-fagot, Ferdinand Koch-hoorn en Herman Kruyt-piano (VARA 01-09-1958)
- Klarinetkwintet – Oscar van Hemel; Gijs Karten-klarinet met het Hollands Strijkkwartet (AVRO 05-11-1958)
- Klarinetkwintet - Oscar van Hemel; Gijs Karten-klarinet met het Gaudeamus Kwartet, feestconcert KNTV in het Singer Museum te Laren (NCRV 06-06-1959)
- Klarinetkwintet - Oscar van Hemel; Gijs Karten-klarinet met het Gaudeamus Kwartet (NCRV 15-07-1959)
- Klarinetconcert op. 57 – Carl Nielsen; Gijs Karten-klarinet met het Omroeporkest o.l.v. Carl von Garaguly (AVRO 24-11-1960)
- Aria con variazioni – Ludwig van Beethoven; Gijs Karten-klarinet en Arnold Swillens-fagot, schoolconcert in het Naardens Stadhuis (VARA 28-04-1961)
- Klarinet-fagotconcert – Richard Strauss; Gijs Karten-klarinet, Arnold Swillens-fagot, Willy Busch-viool, Max Wessel-viool, Herman Wiegmans-altviool, Harold de Sterke-cello, Jaap Meyer-contrabas en het Omroeporkest o.l.v. Henk Spruit in De Harmonie te Groningen (NCRV 11-04-1962)
- Sinfonia Piccola - Günter Bialas; Gijs Karten-klarinet, Peter van Munster-fluit, Victor Swillens-hobo met het Pieter Hellendaal Kamerorkest o.l.v. Henk Spruit, openingsconcert dirigentencursus (AVRO 13-06-1963)
- Klarinetconcert - Graham Whettam; Gijs Karten-klarinet met het Omroeporkest o.l.v. Henk Spruit (AVRO 01-06-1964)
- Klarinetsonate in Bes gr.t. – Franz Danzi; Gijs Karten-klarinet en George van Renesse-piano (NCRV 27-11-1964)
- Grand Duo Concertant Op. 48 in Es gr.t. – Carl Maria von Weber; Gijs Karten-klarinet en George van Renesse-piano (NCRV 27-11-1964)
- Klarinetsonate No. 3 Op. 107 in Bes gr.t. – Max Reger; Gijs Karten-klarinet en George van Renesse-piano (NCRV 03-12-1964)
- Klarinetsonate - Francis Poulenc / Reverie Et Scherzo - Jules Semler Collery; Gijs Karten-klarinet en Cor de Groot-piano (NCRV 15-01-1965)
- Klarinetkwintet - Oscar van Hemel; Gijs Karten-klarinet, Pierre Palla-piano en het Buss Strijkkwartet (AVRO 04-02-1965)
- Ouverture op Hebreeuwse Thema’s Op. 34 - Sergei Prokofjev; Gijs Karten-klarinet, Pierre Palla-piano met het Bus Strijkkwartet (AVRO 02-04-1965)
- Klarinetconcert - Graham Whettam; Gijs Karten-klarinet en het Omroeporkest o.l.v. Hugo Rignold (NCRV 18-06-1965)
- Klarinetconcert – Henri Tomasi; Gijs Karten-klarinet en het Omroeporkest o.l.v. Henk Spruit (AVRO 29-01-1966)
- Miniaturen – Guillaume Landre; Gijs Karten-klarinet met het Roth Kwartet (AVRO 09-05-1967)
- Serenade - Oscar van Hemel; Gijs Karten-klarinet, Cor Coppens-hobo, Arnold Swillens-fagot en het Radio Kamerorkest o.l.v. Henk Spruit (KRO 09-05-1967)
- Klarinetconcertino - Joachim Stutsjewsky; Gijs Karten-klarinet en het Radio Kamerorkest o.l.v. Paul Hupperts (NCRV 25-10-1967)
- Voorspel akte 3 uit La Forza Del Destino – Giuseppe Verdi; Gijs Karten-klarinet met het Omroeporkest o.l.v. Roberto Benzi (KRO 01-11-1967)
- Klarinetconcert in A majeur (KV. 622) – Wolfgang Amadeus Mozart; Gijs Karten-klarinet met het Omroeporkest o.l.v. Henk Spruit (AVRO 02-11-1967)
- Voorspel akte 3 uit La Forza Del Destino - Giuseppe Verdi; Gijs Karten-klarinet met het Omroeporkest o.l.v. Roberto Benzi (VARA 05-11-1967)
- Klarinetkwintet op. 34 in Bes gr.t. - Carl Maria von Weber; Gijs Karten-klarinet met het Bleumers Kwartet (AVRO 08-02-1968)
- Rapsodie No. 1 (L. 116) –Claude Debussy; Gijs Karten-klarinet en het Omroeporkest o.l.v. Leo Driehuis (NRU 02-11-1968)
- Romance - Max Reger / Canzonetta – Gabriel Pierné / Piece En Forme De Habanera - Maurice Ravel / Scherzo - Jules Semler Collery / Adagio - Louis Spohr / Andantino Pastorale - Matyas Seiber / Gyka - Hugo de Groot; Gijs Karten-klarinet en George van Renesse-piano (AVRO 22-01-1969)
- Hongaarse Volksmuziekselectie No. 1 - bewerking Henk Knol; Gijs Karten-klarinet, Paul Godwin-viool, Laci Arvai-cymbaal en het Orkest van Paul Godwin (VARA 04-05-1969)
- Klarinet-fagotconcert in Bes gr.t. - Carl Stamitz; Gijs Karten en Arnold Swillens (NCRV 24-01-1970)
- Russische Volksmuziekselectie No. 6 - bewerking Henk Knol; Gijs Karten-klarinet en het orkest van Paul Godwin (VARA 14-09-1970)
- Serenade (Divertimenti KV. 439 B) - Wolfgang Amadeus Mozart; Gijs Karten-klarinet, Cor Coppens-hobo en Arnold Swillens-fagot (Trio Di Fiati) (NOS 24-11-1970)
- Romances voor klarinet en strijkorkest Op. 116 - Richard Holt; Gijs Karten, het Omroeporkest o.l.v. Henk Spruit in het Kurhaus Scheveningen (NOS 23-12-1970)
- Kwintet Op. 39 - Sergei Prokofjev; Gijs Karten-klarinet, Koen van Slogteren-hobo, Nap de Klijn-viool, Jaap Schröder-altviool en Anthony Woodrow-contrabas (AVRO 16-03-1971)
- Le Voyageur Sans Bagages Op. 157 - Darius Milhaud; Gijs Karten-klarinet, Nap de Klijn-viool en Gerard van Blerk-piano (AVRO 20-03-1971)
- Divertimento Corsico - Henri Tomasi; Gijs Karten-klarinet, Cor Coppens-hobo, Arnold Swillens-fagot met het Radio Kamerorkest o.l.v. Hubert Soudant (KRO 13-06-1973)
- Variaties - Gerard Massias / Nocturne Op. 10 - Aukert Hemeland / Mouvements - Denise Rocher; Gijs Karten-klarinet, Ed Boogaard-saxofoon, Cor Coppens-hobo en Piet van Scheers-fagot (NOS 16-08-1976)